# 木暮茂夫

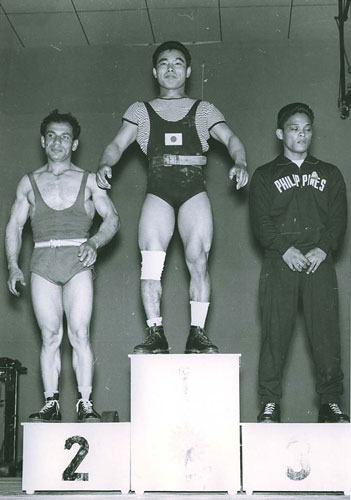
1958年アジア競技大会

木暮 茂夫（こぐれ しげお、1935年10月3日 - 2009年10月13日）は、栃木県出身の元重量挙げ選手。法政大学出身。
1960年にイタリア・ローマで行われた第17回夏季オリンピックに重量挙げ日本代表として出場し、バンタム級で4位になった。同階級には同じく日本代表として三宅義信が出場し、銀メダルを獲得した。三宅も小暮と同じ法政大学出身であり、三宅は小暮がいたことから法政大学への進学を決めたのだという。
2009年10月13日、足利市西宮町の自宅にて肺がんのため死去。